# مويسيس كوفمان
مويسيس كوفمان (بالإسبانية: Moisés Kaufman) هو كاتب وكاتب مسرحي ومخرج فنزويلي، ولد في 21 نوفمبر 1963 في كاراكاس في فنزويلا.

## وصلات خارجية
- مويسيس كوفمان على موقع IMDb (الإنجليزية)
- مويسيس كوفمان على موقع الموسوعة البريطانية (الإنجليزية)
- مويسيس كوفمان على موقع ألو سيني (الفرنسية)
- مويسيس كوفمان على موقع أول موفي (الإنجليزية)
- مويسيس كوفمان على موقع قاعدة بيانات برودواي على الإنترنت (الإنجليزية)
- مويسيس كوفمان على موقع قاعدة بيانات الفيلم (الإنجليزية)
- مويسيس كوفمان على موقع كينوبويسك (الروسية)